# Sica

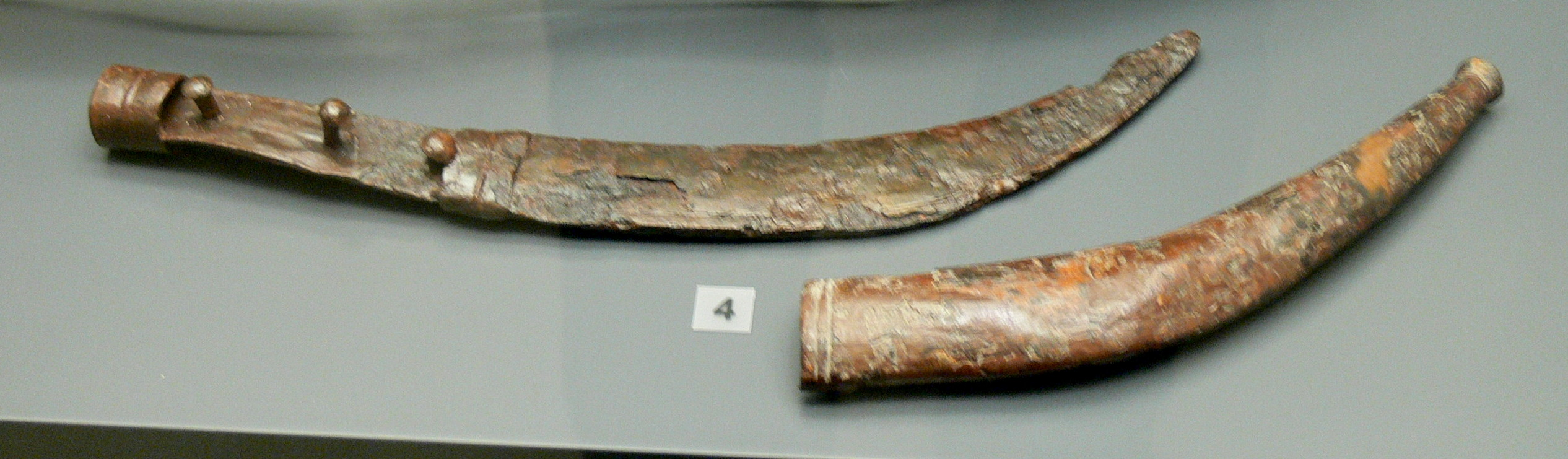
Sica z I wieku p.n.e. (z pochówku dackiego wojownika)

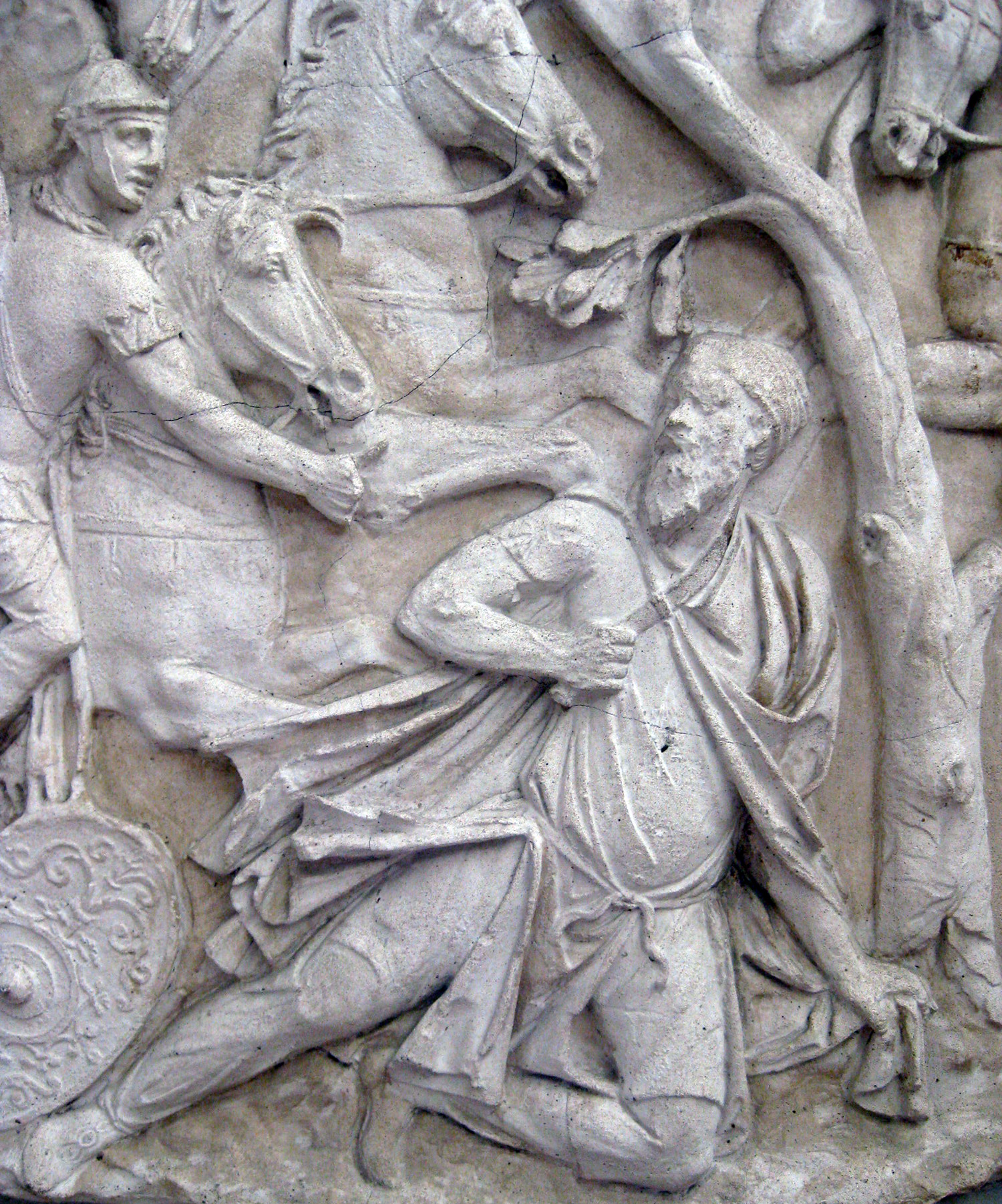
Decebal popełniający samobójstwo siką

Sica – krótka broń przyboczna ludów trackich i iliryjskich z obszaru Bałkanów, później rozpowszechniona w starożytnym Rzymie.
Był to duży, sierpowaty, jednosieczny nóż o długości 40–45 cm, z łagodnym bądź wyraźnym zakrzywieniem klingi (dlatego zwana też sica supina) w części środkowej lub końcowej (nawet pod kątem 45 stopni). Niekiedy uważany za krótki miecz, używany był w starciu bezpośrednim. W źródłosłowie nazwy doszukiwano się (A.J. Reinach) protoindoeuropejskiego rdzenia sek-, oznaczającego ciąć, rozcinać.
Enniusz wspomina o jego użyciu przez piechotę iliryjską podczas wojny o Istrię w 178 r. p.n.e. (Annales 504). W przekazie Waleriusza Maksymusa jeden z trackich jeźdźców armii Aristonikosa w 130 r. p.n.e. uciął siką głowę konsulowi Krassusowi (Factorum et dictorum memorabilium  III 2, 12). W późniejszym czasie broń ta stała się w Rzymie na tyle typowa dla skrytobójczych morderców i bandytów, że już w 81 r. p.n.e., kiedy wydano Lex Cornelia de sicariis et veneficiis, powszechnie nazywano ich sykaryjczykami (sicarii). Nazwa ta jako synonim skrytobójców przylgnęła potem również do żydowskich radykałów (sykariuszy) czynnie sprzeciwiających się władzy rzymskiej. Ikonograficznie uwidoczniona w scenie samobójstwa Decebala na Kolumnie Trajana.
Przez Rzymian sica – o ostrzu wewnętrznym, odpowiednim do podrzynania – uważana była za broń niegodną. Cyceron, który używa tej nazwy w sensie pejoratywnym, wspominając o mordercach i awanturnikach, mówi pogardliwie o homines sicarii et gladiatores (Pro Roscio 3, 14, 32 i 36). Wśród gladiatorów służyła jako broń ofensywna będąca w wyposażeniu tzw. Traka (Thraex) (por. u Marcjalisa Epigrammata III 16,2), walczącego zwykle z murmillonem.